# Spike sorting
Spike sorting (letteralmente: ordinamento dei potenziali d'azione) è una classe di tecniche utilizzate nell'analisi di dati elettrofisiologici. Gli algoritmi di spike sorting sfruttano le forme d'onda registrate da uno o più elettrodi nel cervello, in modo da distinguere l'origine dell'attività di uno o più neuroni dal resto del rumore elettrico di fondo.

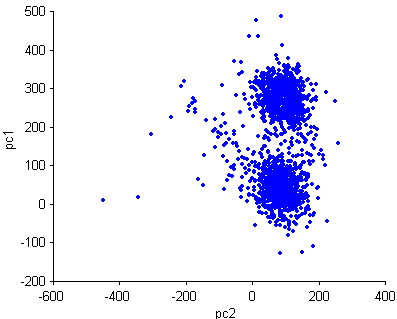
Pesi della componente principale degli spike di due neuroni differenti

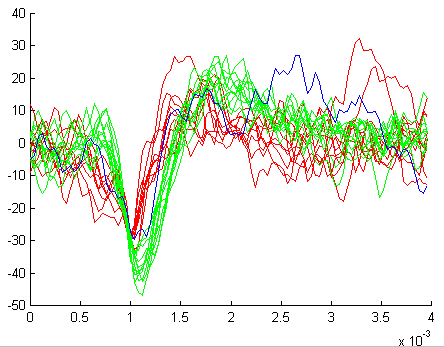
Curve degli spike colorate in accordo al neurone di provenienza. La curva blu non può essere assegnata univocamente.

I neuroni producono il potenziale d'azione a cui ci si può riferire con la parola inglese spike. Questo termine è frequentemente utilizzato per i segnali registrati nelle vicinanze di neuroni individuali con un elettrodo, con l'eccezione degli 'spike' dell'EEG che non sono affatto il potenziale d'azione di un singolo neurone. In queste registrazioni i potenziali d'azione appaiono come dei picchi (spike) tra tutta l'attività elettrica intorno a quel punto. Questa è formata da una componente dovuta al potenziale sinaptico e, per l'appunto, al potenziale d'azione. Il potenziale sinaptico ha una frequenza minore rispetto al potenziale d'azione. Per questo motivo può essere separato facilmente tramite l'applicazione di un filtro; passa alto nel caso degli spike e passa basso nel caso della corrente sinaptica. La componente dovuta al potenziale sinaptico è conosciuta con il nome di local field potential (LFP). Lo spike sorting si riferisce al processo dell'assegnazione degli spike ai differenti neuroni presenti nell'area. Questo può essere effettuato grazie al fatto che il tempo esatto durante il quale lo spike è registrato dipende dalla grandezza e dalla forma del neurone, dalla posizione relativa tra l'elettrodo e il neurone e da altri fattori fisici, come la forma dell'elettrodo, ecc. Gli elettrodi, però, essendo posizionati fuori dalla cellula, spesso registrano gli spike prodotti da una grande varietà di neuroni nella zona. Dal momento che la forma degli spike è unica e abbastanza riconoscibile per ogni neurone, si può sfruttare una registrazione simultanea per riconoscere la provenienza di ogni spike, ovvero distinguere l'attività prodotta da ogni neurone.
Tecnicamente questo è spesso ottenuto grazie alla semplice comparazione delle dimensioni degli spike (massimi) o in modo più accurato con un'analisi che fa uso dell'intera forma d'onda, sfruttando strumenti quali l'analisi delle componenti principali o la trasformata Wavelet.
In realtà questa procedura fornisce risultati migliori se effettuata con più elettrodi che registrano gli stessi spike. Infatti questo viene registrato contemporaneamente da diversi elettrodi e grazie alla conoscenza della geometria e della distanza di questi elettrodi è possibile ricostruire l'origine dello spike. Il più diffuso tipo di multi elettrodo è il tetrode, formato da 4 elettrodi accoppiati, sebbene possano essere sfruttate configurazioni con più elettrodi.